# Campionati asiatici di judo 2017
I Campionati asiatici di judo 2017 sono stati la 23ª edizione della competizione organizzata dalla European Judo Union.
Si sono svolti a Hong Kong, dal 26 al 28 maggio 2017.

## Partecipanti
Hanno partecipato ai campionati 369 judoka in rappresentanza di 41 federazioni affiliate all'Judo Union of Asia.
- Afghanistan (4)
- Cina (15)
- Taipei cinese (15)
- Corea del Nord (5)
- India (12)
- Indonesia (6)
- Iran (9)
- Giappone (15)
- Kazakistan (18)
- Corea del Sud (18)
- Kirghizistan (11)
- Libano (1)
- Macao (7)
- Mongolia (18)
- Nepal (7)
- Pakistan (2)
- Filippine (14)
- Qatar (3)
- Arabia Saudita (5)
- Singapore (3)
- Sri Lanka (2)
- Tagikistan (7)
- Thailandia (6)
- Turkmenistan (8)
- Emirati Arabi Uniti (2)
- Uzbekistan (16)
- Vietnam (6)

## Medagliere
| Pos.   | Nazione        | Oro | Argento | Bronzo | Totale |
| ------ | -------------- | --- | ------- | ------ | ------ |
| 1      | Giappone       | 9   | 1       | 4      | 14     |
| 2      | Corea del Sud  | 4   | 4       | 8      | 16     |
| 3      | Mongolia       | 1   | 5       | 5      | 11     |
| 4      | Kazakistan     | 1   | 3       | 3      | 7      |
| 5      | Tagikistan     | 1   | 0       | 0      | 1      |
| 6      | Iran           | 0   | 2       | 1      | 3      |
| 7      | Cina           | 0   | 1       | 2      | 3      |
| 8      | Uzbekistan     | 0   | 0       | 3      | 3      |
| 9      | Taipei cinese  | 0   | 0       | 2      | 2      |
| 9      | Kirghizistan   | 0   | 0       | 2      | 2      |
| 9      | Corea del Nord | 0   | 0       | 2      | 2      |
| Totale | Totale         | 16  | 16      | 32     | 64     |

## Podi

### Uomini
| Evento        | Oro                     | Argento              | Bronzo                                      |
| fino a 60 kg  | Naohisa Takato          | Mohammad Rashnonejad | Pak Yong-nam Mukhriddin Tilovov             |
| fino a 66 kg  | An Ba-ul                | Yeldos Zhumakanov    | Taro Fujisaka Ganboldyn Kherlen             |
| fino a 73 kg  | An Chang-rim            | Ganbaataryn Odbayar  | Zhansay Smagulov Arata Tatsukawa            |
| fino a 81 kg  | Sotaro Fujiwara         | Saeid Mollaei        | Vladimir Zoloev Lee Moon-jin                |
| fino a 90 kg  | Komronshokh Ustopiriyon | Islam Bozbayev       | Shoichiro Mukai Mukhammadkarim Khurramov    |
| fino a 100 kg | Maxim Rakov             | Kim Hyeon-cheol      | Bunddorjiin Janchivdorj Sherali Juraev      |
| oltre 100 kg  | Kim Sung-min            | Ryu Shichinohe       | Ölziibayaryn Duurenbayar Iurii Krakovetskii |
| Squadre       | Corea del Sud           | Mongolia             | Iran Giappone                               |

### Donne
| Evento       | Oro                    | Argento                   | Bronzo                                |
| fino a 48 kg | Mönkhbatyn Urantsetseg | Galbadrakhyn Otgontsetseg | Jeong Bo-kyeong Kang Yu-jeong         |
| fino a 52 kg | Ai Shishime            | Chintogtokhyn Azzayaa     | Wang Xin Park Da-sol                  |
| fino a 57 kg | Tsukasa Yoshida        | Kwon You-jeong            | Lien Chen-ling Lu Tongjuan            |
| fino a 63 kg | Nami Nabekura          | Baldorjiin Möngönchimeg   | Boldyn Gankhaich Kim Ji-jeong         |
| fino a 70 kg | Yoko Ono               | Kim Seong-yeon            | Hong Son-yong Zere Bektaskyzy         |
| fino a 78 kg | Shori Hamada           | Ma Zhenzhao               | Lee Jeong-yun Park Yu-jin             |
| oltre 78 kg  | Nami Inamori           | Kim Min-jeong             | Gulzhan Issanova Battulgyn Mönkhtuyaa |
| Squadre      | Giappone               | Mongolia                  | Taipei cinese Corea del Sud           |